# Ruth Swoboda
Ruth Swoboda (* 16. Februar 1978 in St. Pölten, Niederösterreich) ist ehemalige Handball-Nationalspielerin und seit 1. April 2011 wissenschaftliche Direktorin der inatura in Dornbirn. Swoboda hat an der Universität Wien Biologie studiert und an der Konrad Lorenz Forschungsstelle in Grünau im Almtal bis 2006 ihre Diplomarbeit mit dem Titel Social modulation of immuno-reactive corticosterone metabolites in goslings from hatching to fledging : ontogeny of social support in greylag geese (Anser anser) geschrieben.

## Sport
Swoboda war österreichische Handball-Nationalspielerin. Sie spielte in der Saison 1999 bei Hypo Niederösterreich und gewann mit dem Verein die EHF Champions League. Sie spielte als Profi bei Stabæk IF in Norwegen.
1998 rückte Swoboda als erste Frau im Heeressportzentrum des Österreichischen Bundesheers ein, dort war sie bis zum Jahr 2000 Teil des Kaders.